# Galoc
Galoc es un barrio rural  del municipio filipino de tercera categoría de Culión perteneciente a la provincia  de Paragua en Mimaro,  Región IV-B.

## Geografía
El municipio de Culión, 270 km al norte de Puerto Princesa, se extiende por  la totalidad de  isla de Culión y otras adyacentes, entre las de Busuanga al norte, Linapacán al sur y Corón a levante.
Todas forman parte del  de las islas Calamianes  en el norte de la provincia de Paragua, en el Estrecho de Mindoro, lengua de mar que comunica el mar de la China Meridional y el Mar de Joló.    
Galoc ocupa el extremo noroccidental del municipio comprendiendo un parte insular y la isla del mismo nombre ( Galoc Island) y también las de Napula, a levante, y de Molao Bolao en el interior de la Bahía de Ugnisán.
Su término linda al norte con las islas que forman el barrio de Maglalambay, adyacentes a  la Isla Busuanga, a saber: Popotoán, Nalaut Oriental, Nalaut Occidental, Malbinchilao del Norte,  Rat, Malbinchilao del Sur, Mangenguey y Depelengued; al sur con el barrio de Malaking Patag; al este con el barrio de Luac; y al oeste con el mar de la China Meridional.

### Demografía
El barrio  de Galoc  contaba  en mayo de 2010 con una población de 1.992 habitantes, siendo el  tercer barrio más poblado del municipio.
Forman parte de este barrio los sitios de Balolo y de Talarukan, ambos  en la isla de Galoc, así como los situados en la isla de Culión: Diborda, Lebeng, Piday, Buyot, Baboy, Damipac y Negative Barrio.

## Historia
La isla de Culión formaba parte de la provincia española de  Calamianes, una de las de las 35 provincias de la división política del archipiélago Filipino, en la parte llamada de Visayas. Pertenecía a la audiencia territorial  y Capitanía General de Filipinas, y en lo espiritual a la diócesis de Cebú.